# Olympische Sommerspiele 2008/Rudern – Leichtgewichts-Vierer ohne Steuermann
Der Ruderwettbewerb im Leichtgewichts-Vierer ohne Steuermann bei den Olympischen Spielen 2008 in Peking wurde vom 10. bis zum 17. August 2008 auf dem Olympischen Ruder- und Kanupark Shunyi ausgetragen. 52 Athleten in 13 Booten traten an.
Die Ruderregatta, die über die olympische Distanz von 2000 Metern ausgetragen wurde, begann mit drei Vorläufen mit jeweils vier oder fünf Mannschaften. Die jeweils erst-, zweit- und drittplatzierten Mannschaften der Vorläufe qualifizierten sich direkt für das Halbfinale, während die verbleibenden vier Mannschaften in den Hoffnungslauf mussten. Hier qualifizierten sich noch einmal die ersten drei Teams für das Halbfinale.
In den beiden Läufen des Halbfinales qualifizierten sich jeweils die drei erstplatzierten Mannschaften für das Finale, während die viert- bis sechstplatzierten im B-Finale um Platz 7 bis 12 ruderten. Im Finale am 17. August kämpften sechs Mannschaften um olympische Medaillen.
Für diesen Wettbewerb galten die Regeln des Leichtgewichtsruderns. Das bedeutet, dass ein bis zwei Stunden vor jedem Wertungslauf dessen Teilnehmer in Anwesenheit eines Wettkampfrichters verwogen wurden. Individuelle Ruderer durften nicht mehr als 72,5 kg auf die Waage bringen, gleichzeitig durfte der Mannschaftsschnitt nicht über 70,0 kg liegen. Eine Mannschaft, in der nicht gleichzeitig beide Bedingungen für alle Ruderer erfüllt waren, hätte nicht weiter am Wettbewerb teilnehmen dürfen.
Die jeweils qualifizierten Boote sind hellgrün unterlegt.
Die dänische Auswahl konnte ihren Titel vor den Booten aus Polen und Kanada verteidigen. Thomas Ebert und Eskild Ebbesen saßen auch 2004 schon im Boot. Für Dänemark war es der dritte Titel bei der vierten Austragung. Ebbesen saß bei allen drei Titeln im dänischen Boot und ist mit dem dritten Titel und weiteren sechs Weltmeistertiteln der erfolgreichste Ruderer in dieser Bootsklasse und der erfolgreichste Leichtgewichtsruderer der Welt.
Als amtierender Weltmeister erreichte Großbritannien nur den fünften Platz, mit derselben Mannschaft, mit der sie im Jahr zuvor Weltmeister wurden.

## Titelträger
| Olympiasieger | Dänemark Besatzung: Thor Kristensen, Thomas Ebert, Stephan Mølvig, Eskild Ebbesen          | Athen 2004   |
| Weltmeister   | Großbritannien Besatzung: Richard Chambers, James Lindsay-Fynn, Paul Mattick, James Clarke | München 2007 |

## Vorläufe
10. August 2008

### Vorlauf 1
| Platz | Nation         | Athleten                                                             | Zeit (min) |
| ----- | -------------- | -------------------------------------------------------------------- | ---------- |
| 1     | China          | Huang Zhongming, Wu Chongkui, Zhang Lin, Tian Jun                    | 5:51,30    |
| 2     | Großbritannien | Richard Chambers, James Lindsay-Fynn, Paul Mattick, James Clarke     | 5:52,38    |
| 3     | Australien     | Roderick Chisholm, Anthony Edwards, Benjamin Cureton, Todd Skipworth | 5:55,18    |
| 4     | Niederlande    | Gerard van der Linden, Marshall Godschalk, Ivo Snijders, Paul Drewes | 5:57,54    |
| 5     | Ägypten        | Mohamed Abdel Moaty, Amin Ramadan, Ahmed Gad, Abdel Razek Aboudeif   | 6:11,71    |

### Vorlauf 2
| Platz | Nation             | Athleten                                                            | Zeit (min) |
| ----- | ------------------ | ------------------------------------------------------------------- | ---------- |
| 1     | Dänemark           | Thomas Ebert, Morten Jørgensen, Mads Kruse Andersen, Eskild Ebbesen | 5:50,12    |
| 2     | Kanada             | Iain Brambell, Jon Beare, Mike Lewis, Daniel Parsons                | 5:52,13    |
| 3     | Italien            | Jiri Vlcek, Catello Amarante, Salvatore Amitrano, Bruno Mascarenhas | 5:54,12    |
| 4     | Vereinigte Staaten | Michael Altman, Patrick Todd, William Daly, Thomas Paradiso         | 5:56,54    |

### Vorlauf 3
| Platz | Nation      | Athleten                                                                   | Zeit (min) |
| ----- | ----------- | -------------------------------------------------------------------------- | ---------- |
| 1     | Deutschland | Bastian Seibt, Jost Schömann-Finck, Jochen Kühner, Martin Kühner           | 5:50,16    |
| 2     | Frankreich  | Franck Solforosi, Guillaume Raineau, Jean-Christophe Bette, Fabien Tilliet | 5:51,68    |
| 3     | Polen       | Łukasz Pawłowski, Bartłomiej Pawełczak, Miłosz Bernatajtys, Paweł Rańda    | 5:52,06    |
| 4     | Irland      | Cathal Moynihan, Gearóid Towey, Richard Archibald, Paul Griffin            | 5:52,32    |

## Hoffnungslauf
12. August 2008
| Platz | Nation             | Athleten                                                             | Zeit (min) |
| ----- | ------------------ | -------------------------------------------------------------------- | ---------- |
| 1     | Irland             | Cathal Moynihan, Gearóid Towey, Richard Archibald, Paul Griffin      | 6:21,79    |
| 2     | Niederlande        | Gerard van der Linden, Marshall Godschalk, Ivo Snijders, Paul Drewes | 6:25,25    |
| 3     | Vereinigte Staaten | Michael Altman, Patrick Todd, William Daly, Thomas Paradiso          | 6:27,43    |
| 4     | Ägypten            | Mohamed Abdel Moaty, Amin Ramadan, Ahmed Gad, Abdel Razek Aboudeif   | 6:37,50    |

## Halbfinale
15. August 2008

### Lauf 1
| Platz | Nation      | Athleten                                                                | Zeit (min)      |
| ----- | ----------- | ----------------------------------------------------------------------- | --------------- |
| 1     | Polen       | Łukasz Pawłowski, Bartłomiej Pawełczak, Miłosz Bernatajtys, Paweł Rańda | 6:06,60         |
| 2     | Kanada      | Iain Brambell, Jon Beare, Mike Lewis, Daniel Parsons                    | 6:07,86         |
| 3     | Niederlande | Gerard van der Linden, Marshall Godschalk, Ivo Snijders, Paul Drewes    | 6:08,73         |
| 4     | Australien  | Roderick Chisholm, Anthony Edwards, Benjamin Cureton, Todd Skipworth    | 6:12,38         |
| 5     | China       | Huang Zhongming, Wu Chongkui, Zhang Lin, Tian Jun                       | 6:12,55         |
|       | Deutschland | Bastian Seibt, Jost Schömann-Finck, Jochen Kühner, Martin Kühner        | nicht gestartet |

### Lauf 2
| Platz | Nation             | Athleten                                                                   | Zeit (min) |
| ----- | ------------------ | -------------------------------------------------------------------------- | ---------- |
| 1     | Dänemark           | Thomas Ebert, Morten Jørgensen, Mads Kruse Andersen, Eskild Ebbesen        | 6:05,75    |
| 2     | Frankreich         | Franck Solforosi, Guillaume Raineau, Jean-Christophe Bette, Fabien Tilliet | 6:07,26    |
| 3     | Großbritannien     | Richard Chambers, James Lindsay-Fynn, Paul Mattick, James Clarke           | 6:08,75    |
| 4     | Irland             | Cathal Moynihan, Gearóid Towey, Richard Archibald, Paul Griffin            | 6:13,85    |
| 5     | Italien            | Jiri Vlcek, Catello Amarante, Salvatore Amitrano, Bruno Mascarenhas        | 6:14,73    |
| 6     | Vereinigte Staaten | Michael Altman, Patrick Todd, William Daly, Thomas Paradiso                | 6:16,30    |

## Finale

### B-Finale
16. August 2008, 7:50 Uhr MESZ

Anmerkung: zur Ermittlung der Plätze 7 bis 11
| Platz | Nation             | Athleten                                                             | Zeit (min) | Anmerkung                      |
| ----- | ------------------ | -------------------------------------------------------------------- | ---------- | ------------------------------ |
| 7     | Italien            | Jiri Vlcek, Catello Amarante, Salvatore Amitrano, Bruno Mascarenhas  | 6:03,12    |                                |
| 8     | China              | Huang Zhongming, Wu Chongkui, Zhang Lin, Tian Jun                    | 6:04,48    |                                |
| 9     | Australien         | Roderick Chisholm, Anthony Edwards, Benjamin Cureton, Todd Skipworth | 6:05,26    |                                |
| 10    | Irland             | Cathal Moynihan, Gearóid Towey, Richard Archibald, Paul Griffin      | 6:06,02    |                                |
| 11    | Vereinigte Staaten | Michael Altman, Patrick Todd, William Daly, Thomas Paradiso          | 6:07,79    |                                |
| 12    | Deutschland        | Bastian Seibt, Jost Schömann-Finck, Jochen Kühner, Martin Kühner     |            | im Halbfinale nicht gestartet  |
| 13    | Ägypten            | Mohamed Abdel Moaty, Amin Ramadan, Ahmed Gad, Abdel Razek Aboudeif   | –          | im Hoffnungslauf ausgeschieden |

### A-Finale
17. August 2008, 9:10 Uhr MESZ

Anmerkung: zur Ermittlung der Plätze 1 bis 6
| Platz | Nation         | Athleten                                                                   | Zeit (min) |
| ----- | -------------- | -------------------------------------------------------------------------- | ---------- |
| 1     | Dänemark       | Thomas Ebert, Morten Jørgensen, Mads Kruse Andersen, Eskild Ebbesen        | 5:47,76    |
| 2     | Polen          | Łukasz Pawłowski, Bartłomiej Pawełczak, Miłosz Bernatajtys, Paweł Rańda    | 5:49,39    |
| 3     | Kanada         | Iain Brambell, Jon Beare, Mike Lewis, Daniel Parsons                       | 5:50,09    |
| 4     | Frankreich     | Franck Solforosi, Guillaume Raineau, Jean-Christophe Bette, Fabien Tilliet | 5:51,22    |
| 5     | Großbritannien | Richard Chambers, James Lindsay-Fynn, Paul Mattick, James Clarke           | 5:52,12    |
| 6     | Niederlande    | Gerard van der Linden, Marshall Godschalk, Ivo Snijders, Paul Drewes       | 5:54,06    |